# Season of Mist
A Season of Mist egy 1996-ban alapított francia zenei kiadó, először black és death metal kiadványokat jelentetett meg, de ma már avantgarde, gothic metal és punk zenekarok is megtalálhatóak náluk. Az egyik legfontosabb extreme metal kiadóként tartják számon.

## Zenekarok
- Anaal Nathrakh
- Arcturus
- Gorgoroth
- Kampfar
- Mayhem
- Morbid Angel
- Rotting Christ
- Septicflesh
- Solefald
- Sólstafir
- Thy Catafalque
- Watain